# Midland Square
Il Midland Square (in giapponese ミッドランドスクエア) è un grattacielo situato a Nagoya, in Giappone. È stato inaugurato all'inizio del 2007. È l'edificio più alto di Nagoya e dal 2015 il quinto edificio più alto del Giappone, con un'altezza di 247 metri.
Il nome dell'edificio deriva dalla regione di Chūbu (che significa "regione centrale"), di cui Nagoya è la capitale.